# 591592 Carlanderson
591592 Carlanderson este o planetă minoră (asteroid) din centura de asteroizi. A fost descoperită pe 3 decembrie 2013 la  de Michel Ory⁠(d). 
Obiectul prezintă o orbită caracterizată de o semiaxă mare de 2,6266694061934 UAi, o excentricitate de 0,028438411437869, o înclinație de 12,928051966183 ° în raport cu ecliptica.